# Smalakstjärnen
Smalakstjärnen är en sjö i Sorsele kommun i Lappland och ingår i Umeälvens huvudavrinningsområde. Smalakstjärnen ligger i Smalaken Natura 2000-område.